# 马延站
马延站，位于黑龙江省尚志市马延乡，是滨绥铁路沿线车站。距哈尔滨站151公里，绥芬河站397公里。建于1899年，原名亚库尼站。现隶属哈尔滨铁路局管辖，为四等站。
1. ↑  Мелихов Г.В.  (PDF). Русский путь. 2003  [2022-06-24]. （原始内容存档 (PDF)于2022-04-03）.
2. ↑  黑龙江省地方志编纂委员会. . 黑龙江人民出版社. 1992. ISBN 7-207-02397-9 –黑龙江史志网.